# Barbara Szlachetka

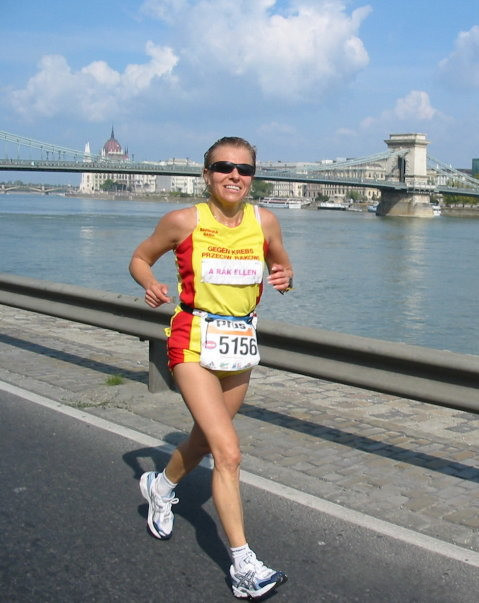
Barbara Szlachetka 2004 beim Budapest-Marathon

Barbara Szlachetka (* 17. Mai 1956 in Łomża; † 24. November 2005 in Hamburg) war eine polnische Ultramarathonläuferin.

## Leben
Die studierte Elektronikerin und spätere Sportlehrerin (sie studierte während ihrer Laufkarriere Sport in Breslau) begann mit dem Marathonlauf erst im Alter von 41 Jahren, als sie bereits in Deutschland lebte. Ihren ersten Halbmarathon lief sie 1997 in Hamburg. Zwei Monate später lief sie erstmals die volle Marathondistanz und wiederum einen Monat später bei der Georgsmarienhütter Null den ersten Ultramarathon über 50 km.
Vor allem die Langstrecken, die die Marathondistanz weit überschritten, wurden zu ihrer Spezialität. Sie erhielt zwei Eintragungen ins Guinnessbuch der Rekorde: Die erste für die meisten Marathonläufe (52) im Marathon-Debütjahr (15. November 1997 bis 14. November 1998). Die zweite Eintragung erhielt sie für die ersten 100 Marathonläufe in der kürzesten Zeit (zwischen dem 15. November 1997 und dem 24. Oktober 1999). 
Außerdem war sie Internationale Deutsche Meisterin im 24-Stunden-Lauf 2003 (211,990 km) sowie 1998 und 2003 auch in ihrer Altersklasse.
Barbara Szlachetka stellte polnische Leichtathletik-Rekorde im Laufen über 12 Stunden (118,089 km), 24 Stunden (211,990 km Straße bzw. 203,403 km Bahn), 48 Stunden (348,915 km Straße, gleichzeitig Europarekord im 48-Stunden-Straßenlauf; 315,948 Halle; 304,000 km Bahn) sowie 72 Stunden (404,576 km) auf.
Außerdem ist sie unter allen polnischen Läufern diejenige, die die meisten Marathons und Ultramarathons (336 insgesamt, 279 M, 57 U) beendet hat.
Im Juli 2004 erkrankte Barbara Szlachetka an Krebs, nahm aber weiterhin trotz Chemotherapien an weiteren 27 Marathonläufen teil. So startete sie 2004 auch beim Berlin-Marathon. Am 24. November 2005 starb sie in ihrer Wohnung in Hamburg.